# بنتلی آزور
بنتلی آزور یک گرند تورر کروکی چهار نفره است که توسط خودروساز بریتانیایی بنتلی تولید شد. نسخه نخست آن در سال ۱۹۹۵ بر پایه پلتفرم بنتلی کانتیننتال آر معرفی شد و تا سال ۲۰۰۳ به تولید رسید. پس از یک وقفه سه‌ساله، نسخه‌ای کاملاً جدید در سال ۲۰۰۶ رونمایی شد که تا سال ۲۰۱۰ تولید گردید. این نسل دوم از پلتفرم جدیدتر آرنیج بهره می‌برد و به یک موتور به‌شدت به‌روزرسانی‌شده مجهز بود.

## نسل اول (1995–2003)

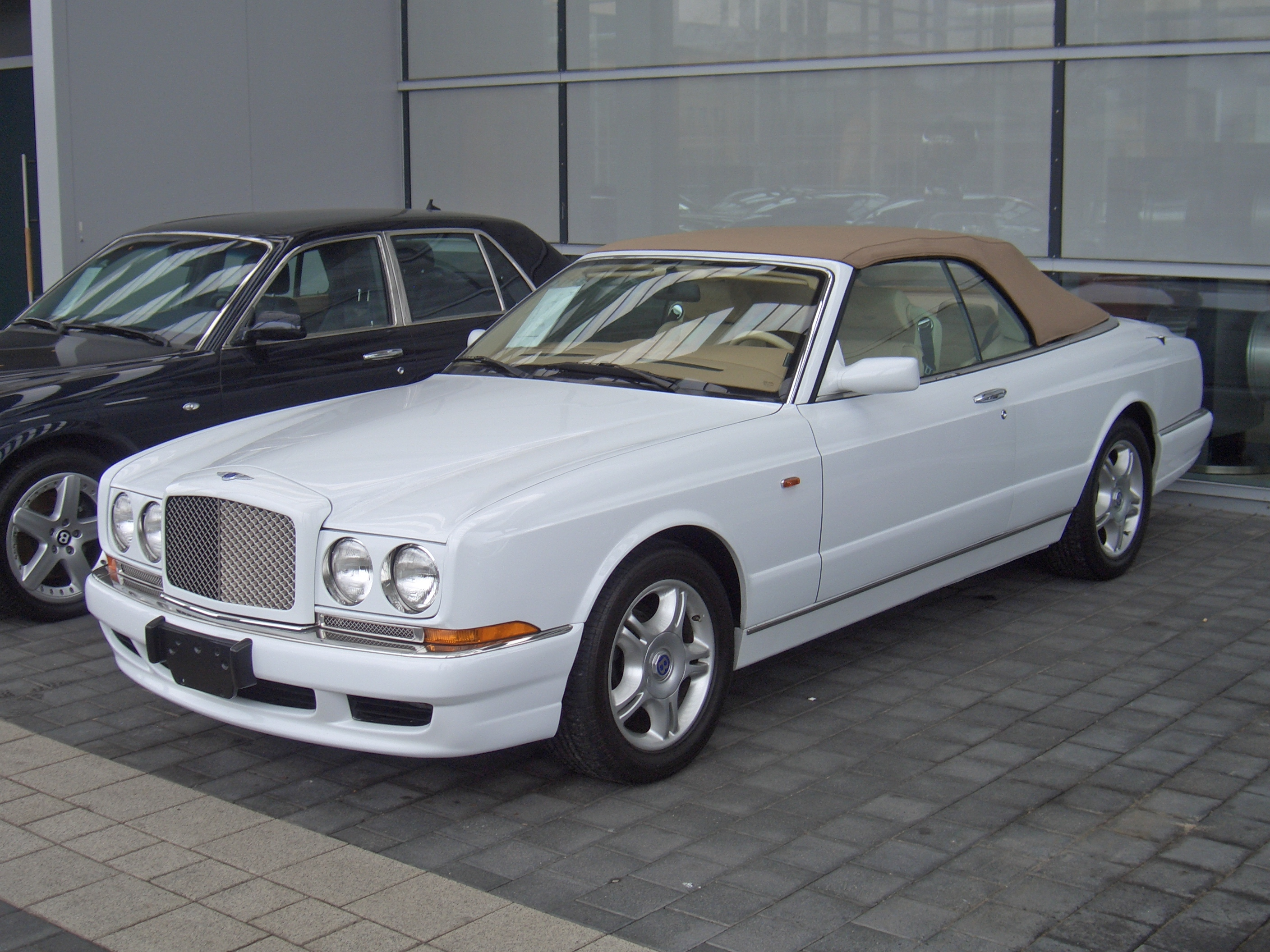

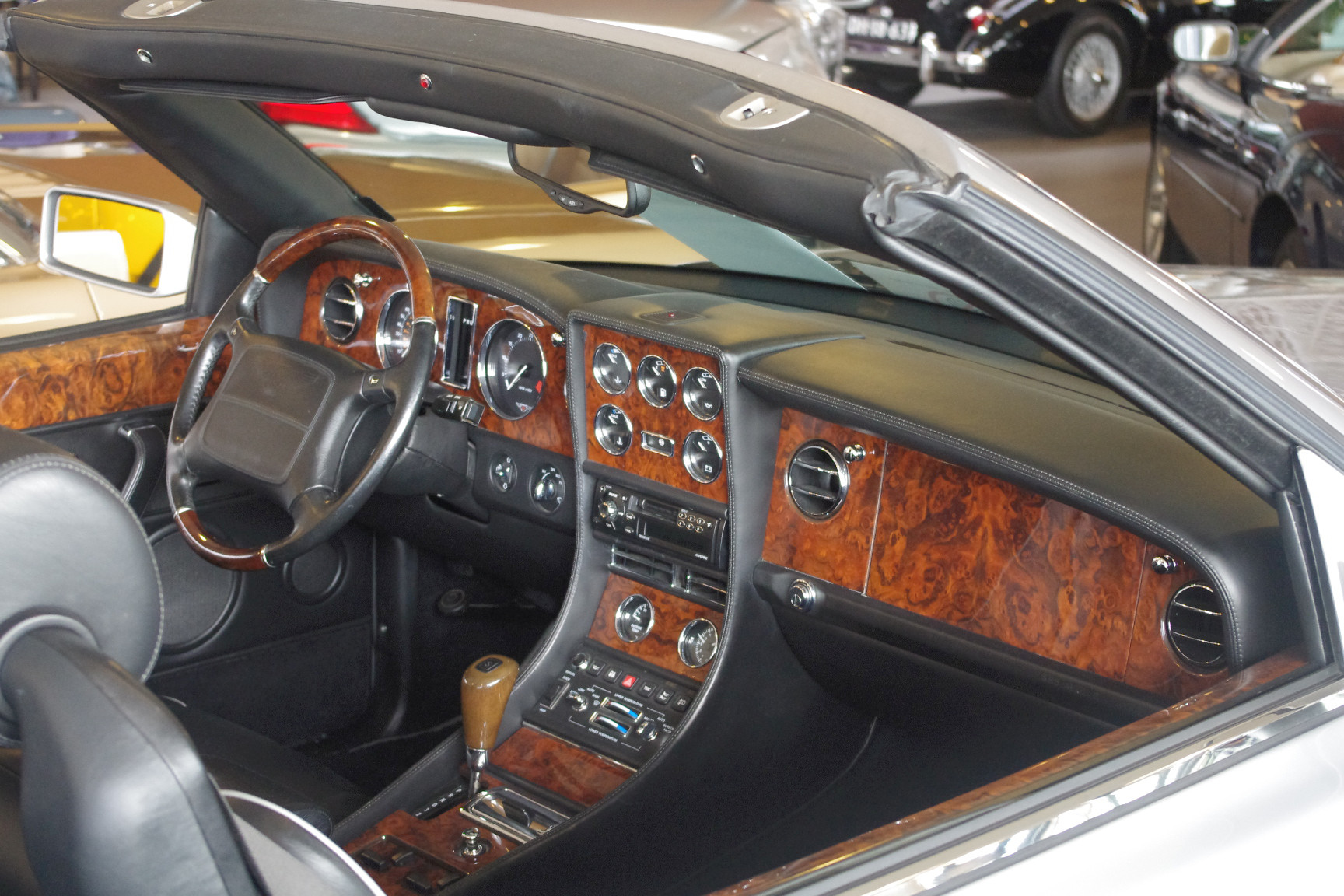
نمای داخل

نام این خودرو از کانورژن‌های اسپرت‌تر دو درب رابرت جانکل گرفته شده بود که بعدها به مدل کانتیننتال آر تکامل یافت. مدل آزور در مارس ۱۹۹۵ و در نمایشگاه خودروی ژنو رونمایی شد و بر پایه پلتفرم کانتیننتال آر ساخته شده بود؛ مدلی که نخستین‌بار در سال ۱۹۹۱ معرفی شده بود. روند تولید این خودرو بسیار کند آغاز شد، به‌طوری‌که در سال نخست تنها ۹ دستگاه ساخته شد، اما در سال ۱۹۹۶، پس از شروع تولید کامل، تعداد تولید به ۲۵۱ دستگاه رسید.
شرکت Pininfarina در فرآیند دو ساله تبدیل کانتیننتال آر به یک کروکی کامل چهار نفره مشارکت داشت و بدنه و سقف پارچه‌ای خودرو را در کارخانه خود در ایتالیا می‌ساخت؛ این کار عمدتاً با استفاده از قطعاتی انجام می‌شد که از بریتانیا تأمین می‌شدند. مونتاژ نهایی نیز در Crewe انجام می‌گرفت. در طراحی این مدل، نصب رول‌بار هرگز در نظر گرفته نشد و همین موضوع باعث شد که شاسی نیاز به تقویت گسترده داشته باشد.
با طول ۲۱۰ اینچ (۵٬۳۴۰ میلی‌متر) و وزن ۲٬۶۰۸ کیلوگرم (۵٬۷۵۰ پوند)، آزور اغلب با ابعاد و هیکل بزرگ خود بینندگان را شگفت‌زده می‌کرد؛ ابعادی که با هدف القای حس «شکوه و حضور» و همچنین فراهم کردن فضای راحت برای چهار سرنشین بزرگسال طراحی شده بود.
از سال ۱۹۹۹ تا پایان تولید، مدل آزور همچنین در نسخه مولینر عرضه می‌شد که شامل تریم خاص سفارشی، تجهیزات اضافی و امکان شخصی‌سازی گسترده‌تر در طول فرآیند ساخت بود. قیمت این نسخه متغیر بود، زیرا سطح تجهیزات و جزئیات سفارشی‌سازی می‌توانست بر اساس درخواست مشتری، به‌طور قابل توجهی از یک خودرو تا خودروی دیگر متفاوت باشد.

## نسل دوم (2006–2010)

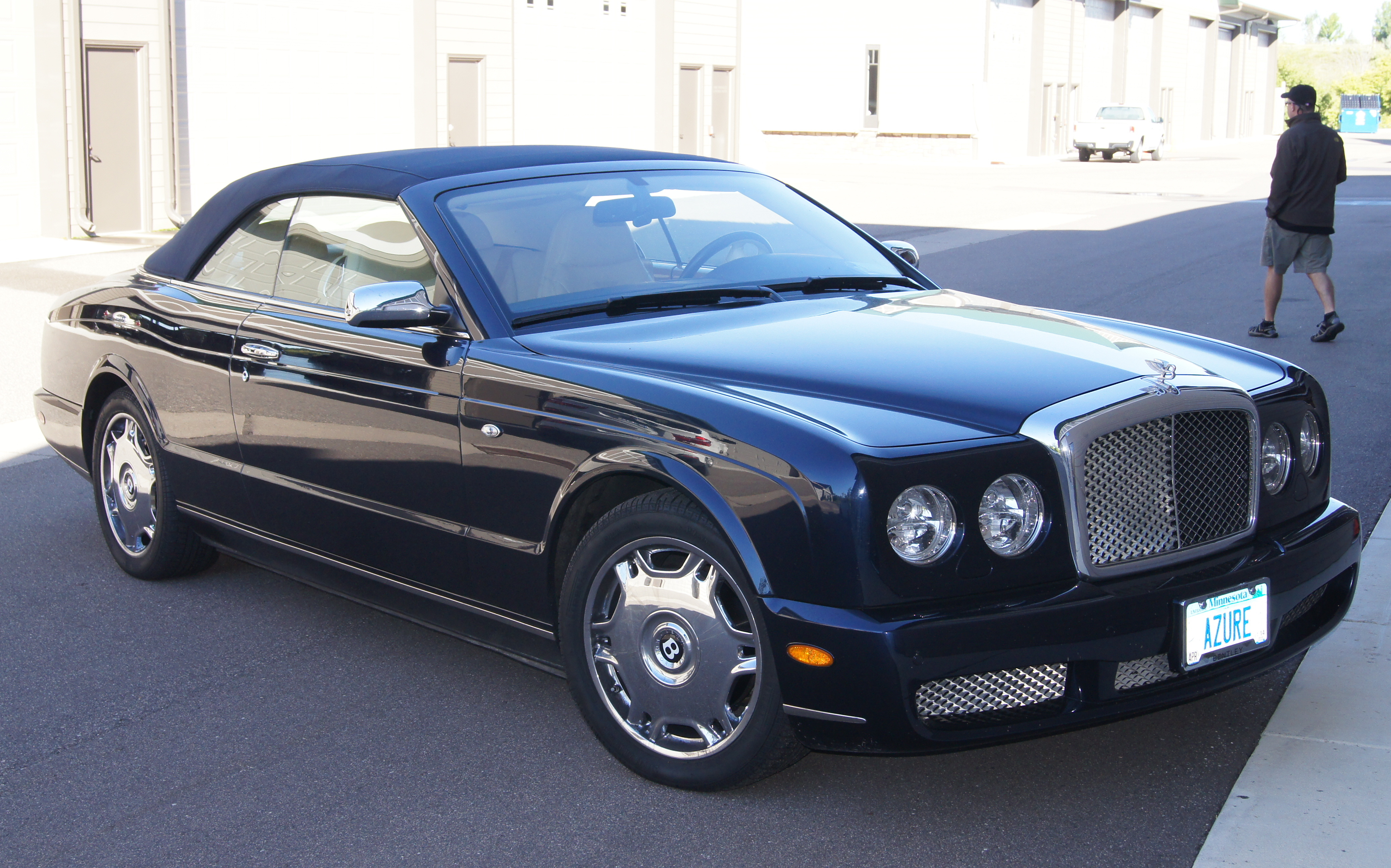

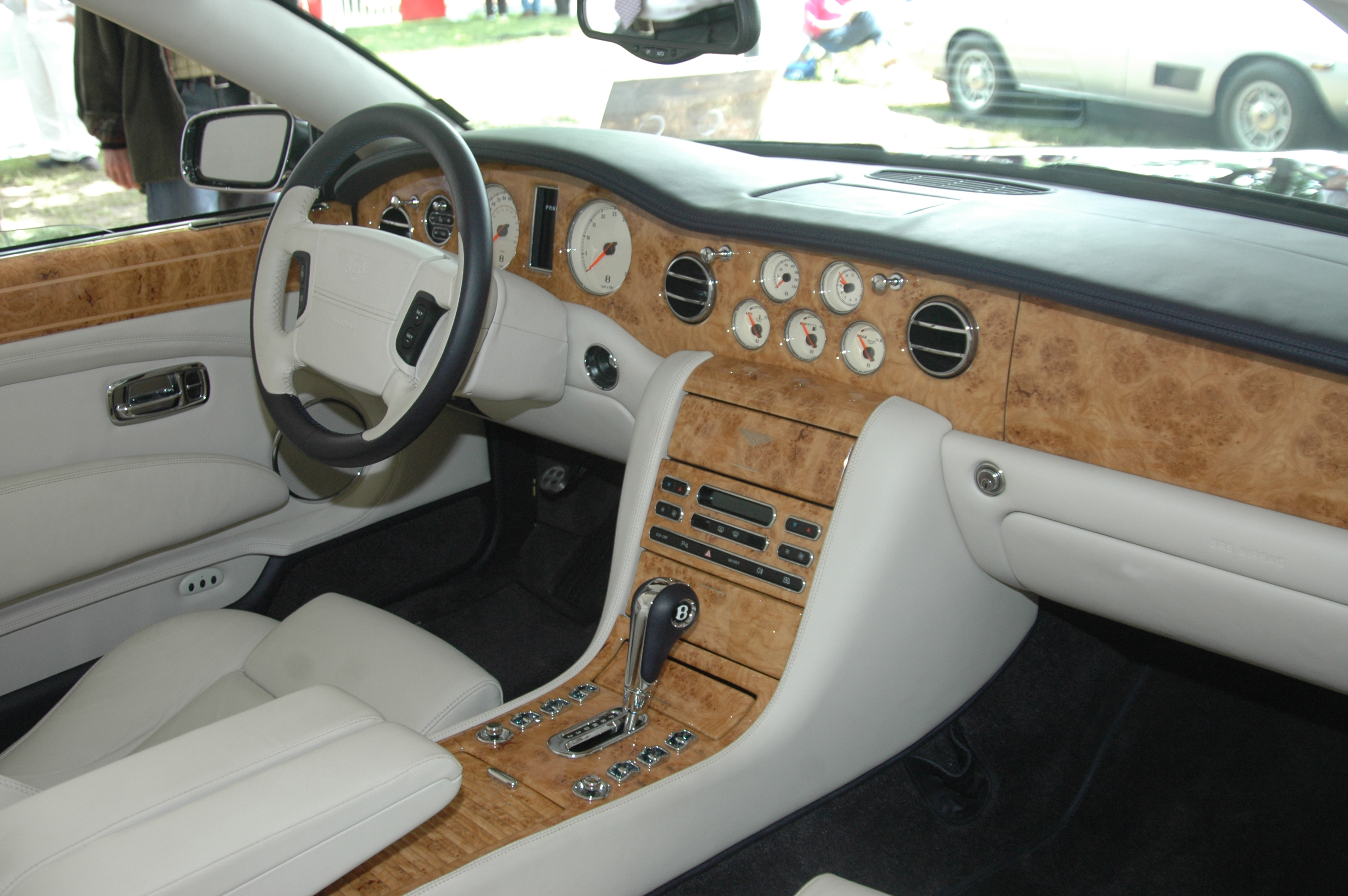
نمای داخل

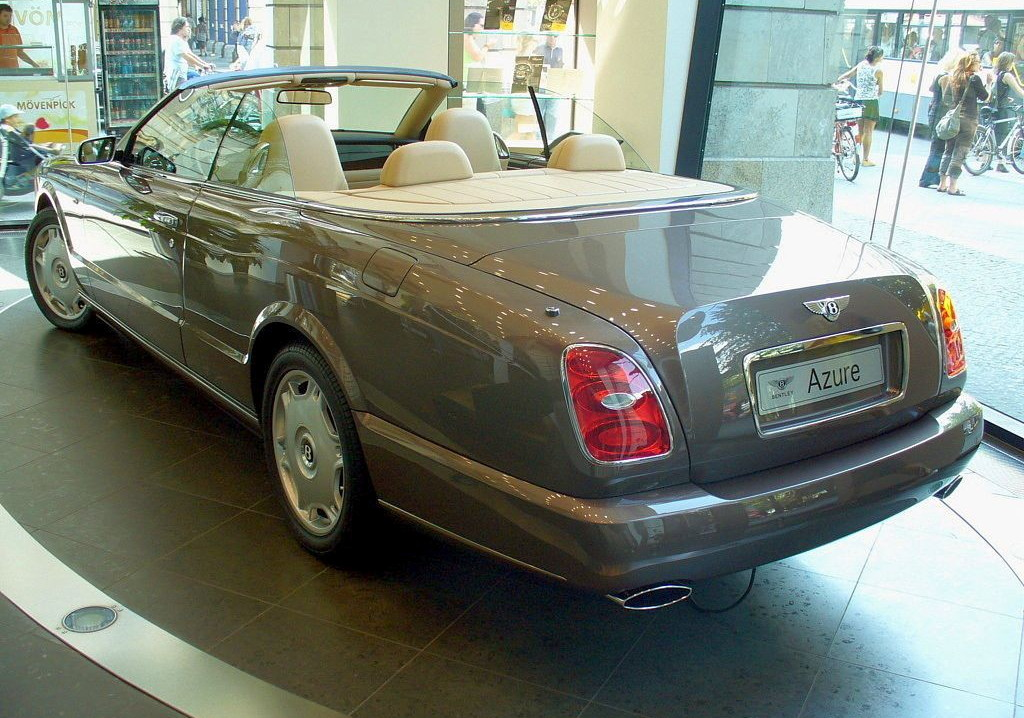
نمای عقب

در سال ۱۹۹۸، فولکس‌واگن بنتلی را از ویکرز خرید، زمانی که آزور سه سال در حال تولید بود. مدیران فولکس‌واگن تصمیم گرفتند همان نسخهٔ جاری آزور را تا سال ۲۰۰۳ به تولید برسانند و پس از آن جانشینش را در زمان دیگری معرفی کنند. تولید نسخهٔ جدید آزور برای سال مدل ۲۰۰۶ آغاز شد.
حال بر پایهٔ پلتفرم آرنیج، نیروی محرکه از نسخهٔ زمانهٔ خودِ موتور V8 توئین‌توربوی بنتلی تأمین می‌شد که توان آن 456 PS (335 kW; 450 hp) و گشتاور 875 N⋅m (645 lb⋅ft) اعلام شد. پلتفرم آرنیج برای موتور 4.4 لیتری بی‌ام‌دبلیو طراحی شده بود؛ با این حال به‌دلیل کشمکش مالکیتی سال ۱۹۹۸ بین بی‌ام‌دبلیو و گروه فولکس‌واگن برای تصاحب رولز-رویس و بنتلی، بی‌ام‌دبلیو تهدید کرده بود که در صورت پیروزی فولکس‌واگن، عرضهٔ موتورش را متوقف خواهد کرد. هرچند آن تهدید بعدها و در پی دستیابی بی‌ام‌دبلیو به حق تولید خودروهای رولز-رویس در مکانی جدید کنار گذاشته شد، واضح بود که فولکس‌واگن نمی‌توانست ریسک‌های تجاری و اعتباری مرتبط با داشتن رقیبش به‌عنوان شریک بلندمدت را بپذیرد. علاوه بر این، مشتریان دربارهٔ در دسترس‌بودن موتور و قطعات نگران بودند. بنابراین فولکس‌واگن مجبور شد موتور «اصلی» 6.75 لیتری رولز-رویس/بنتلی را در سال ۲۰۰۱ به‌طور قابل‌توجهی بازطراحی کند، از جمله تغییر از سامانهٔ توربوی تک به سامانهٔ مدرن توئین‌توربو که تاخیر توربو را کاهش داده و قدرت خروجی را افزایش داد. نیروی حاصل از طریق گیربکس اتوماتیک ۶ سرعتهٔ ZF 6HP-32 به چرخ‌های عقب منتقل می‌شد.
بنتلی شتاب ۰ تا ۹۷ کیلومتر بر ساعت را ۵٫۶ ثانیه و بیشینهٔ سرعت را ۲۷۰ کیلومتر بر ساعت (۱۶۸ مایل بر ساعت) اعلام می‌کند که کمی سریع‌تر از مدل قبلی بود و برای خودرویی در این اندازه و وزن، عملکرد بسیار خوبی به‌شمار می‌رفت.
وزارت انرژی ایالات متحده بنتلی Azure را در فهرست کم‌مصرف‌ترین خودروهای کلاس خود قرار داده است، با تنها ۹ مایل بر گالن در شهر (۲۶ L/100 km; 11 mpg-imp) و ۱۵ مایل بر گالن در بزرگراه (۱۶ L/100 km; ۱۸ mpg-imp).

### آزور تی (2009–2010)
نسخهٔ «T» ورژن سریعتر آزور است. تغییرات ظاهری شامل رینگ‌های آلیاژی دو‌تکهٔ پنج‌پرهٔ ۲۰ × 8.5J با لاستیک‌های 255/40 ZR20 پیرلی P Zero، دریچه‌های هوای پایین بالهٔ جلوی به سبک «لو مان»، جلوپنجرهٔ بالایی و پایینی با پوشش تیره، درپوش پُرکنندهٔ سوخت «جول» (ساخته‌شده از آلومینیوم یک‌تکه)، و پایه‌های آینهٔ جانبی رنگ‌شده هم‌رنگ بدنه می‌شوند. طراحی بیرونی از بنتلی مارک شش الهام گرفته شده بود.
سیستم صوتی شامل واحد پخش با نمایشگر بزرگ و شیار کارت حافظهٔ Secure Digital (SD)، ورودی‌های iPod/USB/خروجی ۳٫۵ میلی‌متر AUX است؛ به‌صورت آپشن، سیستم صوتی «Naim for Bentley» با ۱۰ بلندگو و توان ۱۱۰۰ وات نیز عرضه می‌شد. برنامهٔ پایداری الکترونیکی (ESP) و سامانهٔ پایش فشار تایرها اکنون به‌صورت تجهیز استاندارد ارائه می‌شوند.
موتور توئین‌توربو اکنون 507 PS (373 kW; 500 hp) و گشتاور 1,000 N⋅m (738 lb⋅ft) تولید می‌کرد. شتاب ۰–۹۷ km/h برابر ۵٫۱ ثانیه (شتاب ۰–۱۰۰ km/h برابر ۵٫۵ ثانیه)، شتاب ۰–۱۶۰ km/h برابر ۱۲٫۰ ثانیه و بیشینهٔ سرعت ۲۸۸ km/h (۱۷۹ mph) اعلام شد.

## نگارخانه

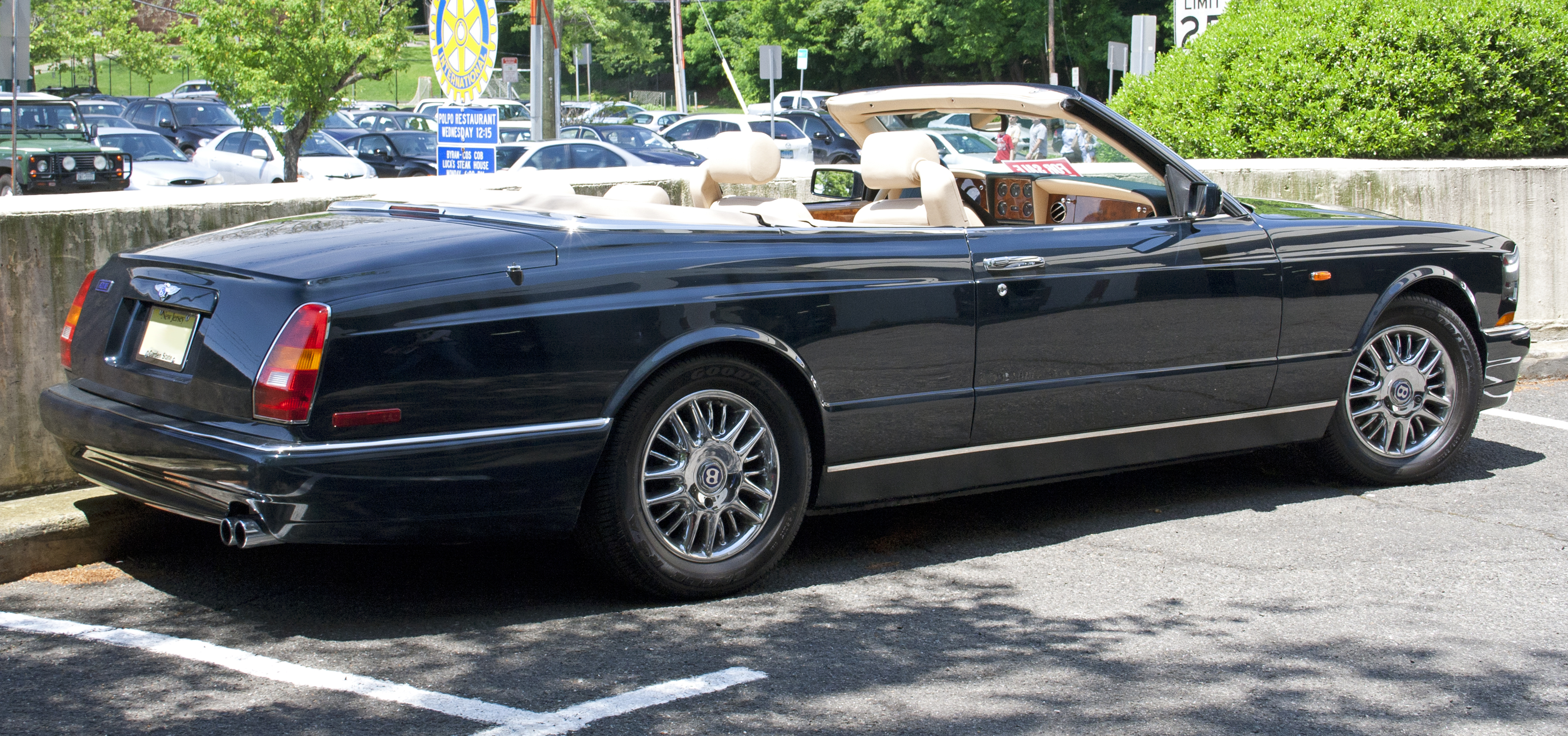
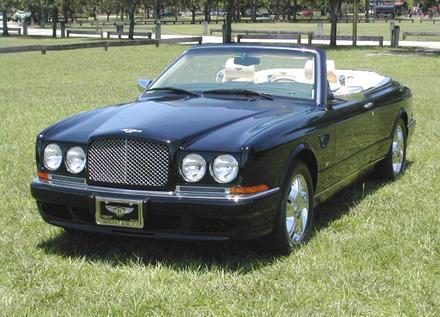
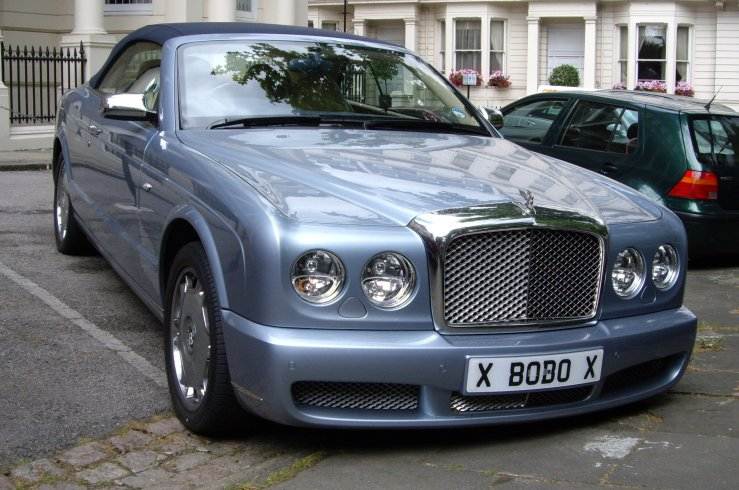
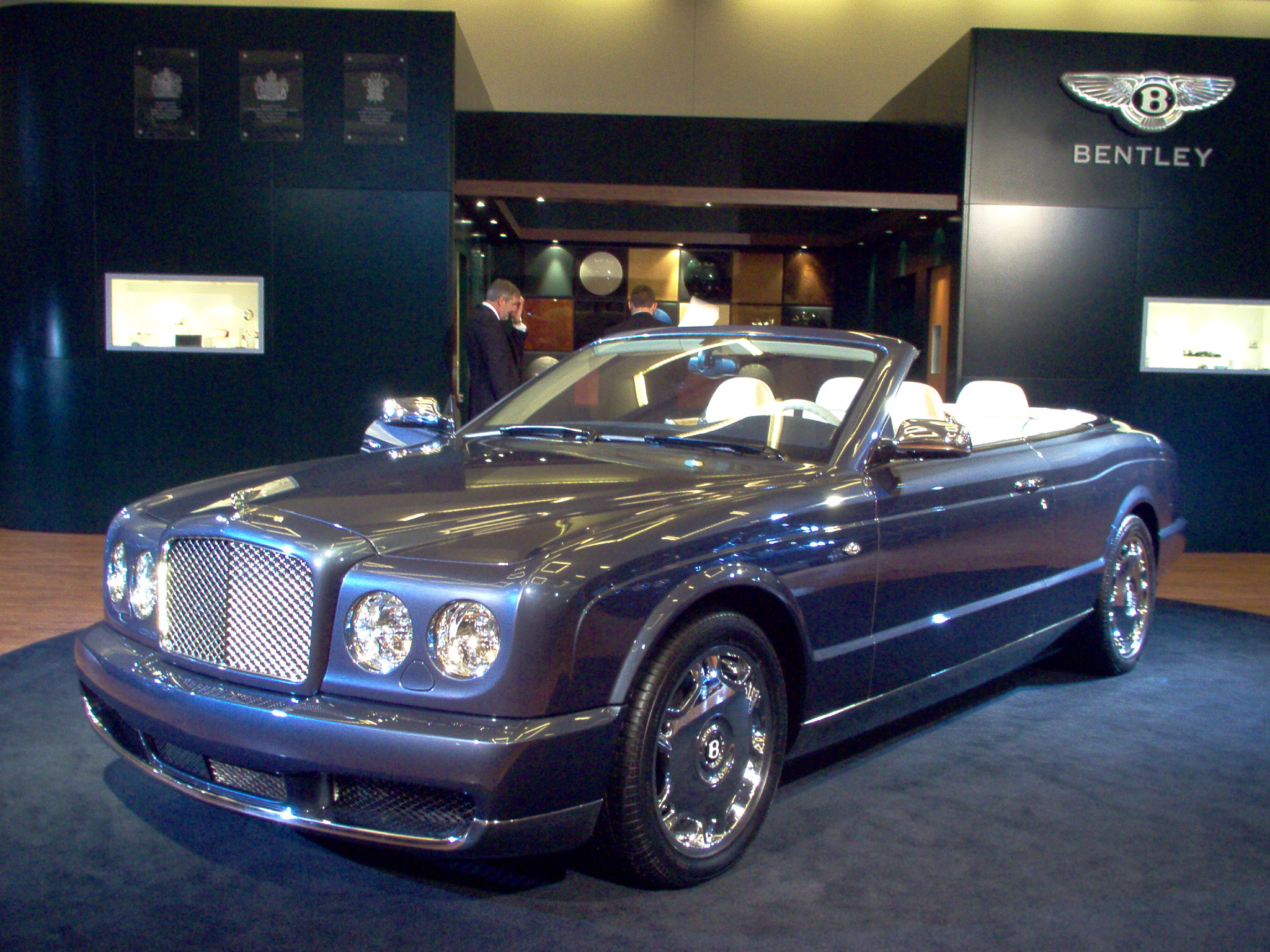
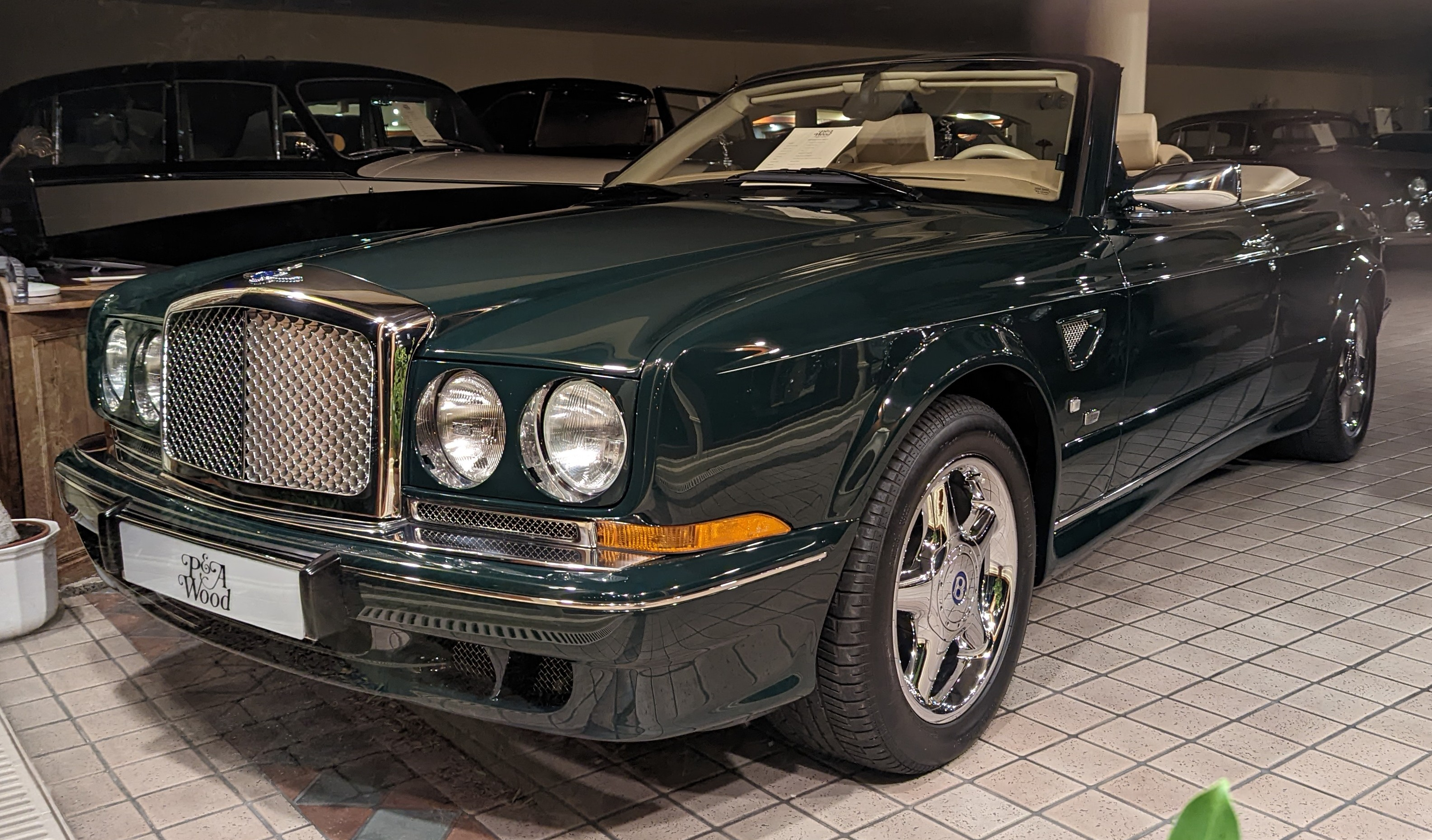
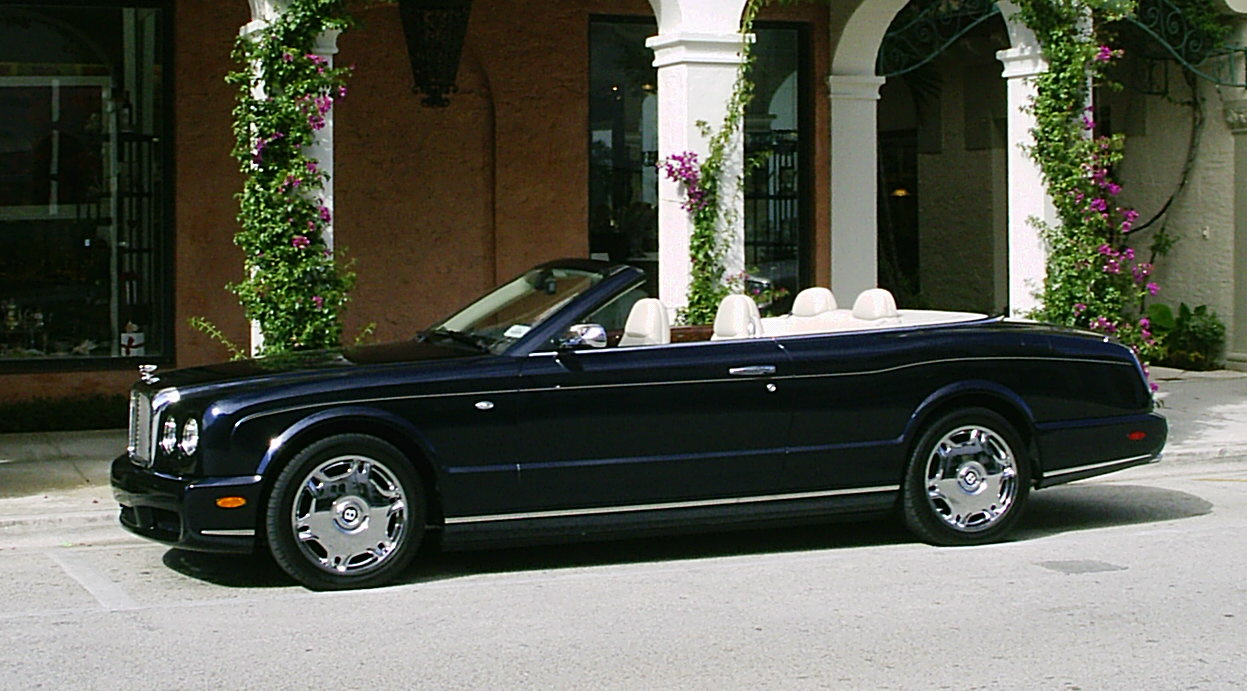